# La Nouvelle Frontière
La Nouvelle Frontière (anglais : DC: The New Frontier) est une bande dessinée du Canadien Darwyn Cooke publiée en une mini-série de six comic books par DC Comics en 2004 avant d'être recueillie en album. La première traduction française est parue en trois volumes chez Panini Comics en 2005-2006.

## Synopsis
L'auteur y propose une relecture de l'Univers DC, en imaginant qu'au début de la guerre froide, alors que l'influence des super-héros se fait moindre, Superman, Wonder Woman et Batman s'allient au pilote Hal Jordan et aux scientifiques Barry Allen et Ray Palmer pour vaincre des extra-terrestres.

## Critique
Hommage graphique et narratif aux héros des âges d'or et d'argent des comics, cette mini-série a obtenu un grand succès critique.

## Prix et récompenses
- 2005 : Prix Eisner de la meilleure mini-série[2]
- 2005 : Prix Harvey de la meilleure série[2]
- 2007 : Prix Eisner du meilleur recueil

## Publications
Panini Comics propose la première traduction française en 2005-2006 sur trois volumes. En décembre 2019, Urban Comics propose l'intégrale de la série, sous son titre anglais, en un tome  (ISBN 979-1-0268-1715-4).

## Adaptation
En 2008, la série est adaptée en film d'animation : La Ligue des justiciers : Nouvelle Frontière (Justice League: The New Frontier). Réalisé par Dave Bullock, Darwyn Cooke a participé à la production en tant que consultant.

## Continuité
Le n°5 de la série Solo sorti en 2005, écrit et dessiné par Darwyn Cooke, propose un court récit lié à la série : Triangulation: A New Frontier Thriller. En 2008 sort Justice League: The New Frontier Special n°1 également rattaché à Nouvelle Frontière.